# BSC Young Boys (femenino)
El Young Boys Femenino de Berna (Berner Sport Club Young Boys Frauen en alemán y oficialmente, o YB Frauen de manera abreviada), es la sección femenina del BSC Young Boys, un club de fútbol de Suiza. Viste de amarillo y negro, juega en la Superliga Femenina de Suiza, en el Estadio Neufeld de la capital Berna, Suiza.
Fundada en 1970 como división femenina del FC Berna, es el segundo equipo más exitoso del campeonato con 11 títulos entre 1978 y 2011, y el equipo más exitoso en la Copa Femenina de Suiza con 15 trofeos, incluidos 8 títulos seguidos entre 1994 y 2001. Este último año, el FC Berna ganó el último de sus 7 dobles hasta la fecha y se convirtió en el primer equipo suizo en participar en la Copa de la UEFA Femenina 2001-02. Sin embargo, la década de 2000 resultó menos fructífera y Berna no pudo ganar ningún título. En 2009, el club fue absorbido por el histórico BSC Young Boys, tomando su nombre actual, y dos años después terminó su racha de mala suerte de una década ganando su undécimo trofeo de la Nationalliga A.

## Palmarés
| Competición nacional  | Títulos                                                                                   | Subcampeonatos                                                   |
| --------------------- | ----------------------------------------------------------------------------------------- | ---------------------------------------------------------------- |
| Primera división (11) | 1978, 1979, 1984, 1986, 1992, 1995, 1996, 1997, 2000, 2001, 2011.                         |                                                                  |
| Copa de Suiza (15)    | 1978, 1980, 1982, 1983, 1984, 1985, 1991, 1994, 1995, 1996, 1997, 1998, 1999, 2000, 2001. | 1986, 1987, 1990, 1992, 2002, 2003, 2008, 2010, 2011, 2019. (10) |

## Anexos
| Entidades relacionadas | Datos estadísticos y trayectoria             | Personalidades e historia                  | Infraestructuras                       |
| ---------------------- | -------------------------------------------- | ------------------------------------------ | -------------------------------------- |
| - BSC Young Boys       | - Estadísticas del BSC Young Boys (femenino) | - Historia del uniforme del BSC Young Boys | - BSC Young Boys II - Stadion Wankdorf |